# Steven Best
Steven Best (født december 1955) er en amerikansk dyreretsaktivist, forfatter, talk-show vært og lektor i filosofi ved University of Texas at El Paso. Han er blevet beskrevet som "en af de ledende lærde stemmer for dyrs rettigheder." 
Best er medstifter af Center on Animal Liberation Affairs (CALA), den første amerikanske gruppe dedikeret til den filosofiske diskussion om dyrs frigørelse. Hans akademiske interesser er kontinental filosofi, postmodernisme og miljøfilosofi. Han er sammen med Anthony J. Nocella redaktør på Terrorists or Freedom Fighters? Reflections on the Liberation of Animals (2004), som har forord af Ward Churchill.
I december 2004 var Best medstifter af det nordamerikanske Animal Liberation Press Office, som agerer som pressekontor for en række dyreretsgrupper, deriblandt Animal Liberation Front (ALF), selvom han har sagt at han ikke selv er ALF aktivist. Han blev kendt for offentligheden i 2005, da det britiske Home Office fortalte ham at de ville bruge antiterrorisme-forholdsregler, indført efter terrorangrebet i London 2005, til at forhindre ham i at komme til et dyreretsmøde i Storbritannien. Best svarede at Storbritannien var ved at blive en politistat.

## Uddannelse
Efter at have gået på high school i Chicago, arbejdede Best på fabrikker og kørte lastbil i et par år. Han gik på College of DuPage (Illinois) fra 1977 til 1979, hvor han tog en akademisk grad i film og teater; University of Illinois at Urbana-Champaign fra 1979 til 1983, hvor han tog en bachelor; University of Chicago fra 1985 til 1987 hvor han tog sin master's degree; og University of Texas at Austin hvor han modtog sin Ph. D. fra 1989 til 1993.
I 1993 begyndte han som assisterende lektor i humanitet og filosofi ved University of Texas, El Paso, forfremmet til universitetslektor i 1999, og derefter til formand for filosofiinstituttet i 2002. Hans kolleger valgte en anden til posten som formand i marts 2005, noget som Best har udtalt var en form for straf for hans udtalte aktivisme i etiske sager som dyrenes frigørelse og naturens beskyttelse, som universitetet ellers hidtil har undgået at kommentere.

## Værker
Best har skrevet flere bøger som undersøger postmodernismen og dens udfordringer for videnskaben. Han bruger normalt en moderat indgangsvinkel og ser fordele og ulemper i både modernismen og postmodernismen. Han har også skrevet afhandlinger om moderne kultur såsom filmen RoboCop, hiphop og H.G. Wells.
Best er også medlem af bestyrelsesrådet for International Journal of Inclusive Democracy. Best relaterer sin støtte til dyreret og miljøet til problemer vedrørende demokrati, socialisme og menneskerettigheder, og skriver ofte sammen med Douglas Kellner. Han støtter direkte demokrati, ligesom de fleste redaktører af journalen.

## Bandlyst fra Storbritannien
Best blev truet med en bandlysning da han skulle deltage i en dyreretskonference i Storbritannien i 2004. Dengang skrev han et brev til det britiske indenrigsministerium og sagde at Storbritannien bør fastholde dets ytringsfrihed. Han sammenlignede også det at bandlyse ham for at tale for ødelæggelse af ejendom i visse tilfælde med at bandlyse Peter Singer for at støtte aktiv dødshjælp og barnemord. På det tidspunkt fik Best dog lov til at besøge Storbritannien. Han udgav et essay om scenariet kaldet "Banned in the UK! Home Office says 'Home!' to US Animal Rights Activists" Arkiveret 4. april 2007 hos  Wayback Machine.
Omkring et år senere planlagde Best at deltage i et stævne som skulle fejre lukningen af NewChurch Farm, hvor der blev avlet marsvin til brug i forskning, efter dyreretsbevægelsen havde haft talrige protester mod dem.
Charles Clarke, den tidligere britiske indenrigsminister, sagde da at han ville benytte sig af nye regler for ministeriet til at forhindre folk i at rejse ind i Storbritannien hvis de "ophidser til, forsvarer eller glorificerer terrorvold til at fremme bestemte overbevisninger; søge at provokere andre til at begå terror eller ophidse til andre seriøse forbrydelser."
I et brev til Best á 24. august 2005 citerede Clarke The Daily Telegraph for at Best til en dyreretskonference i Storbritannien i juli 2005 havde sagt: "Vi er ikke terrorister, men vi er en trussel. Vi er en trussel både økonomisk og filosofisk. Vores magt ligger ikke i retten til at stemme, men i evnen til at stoppe produktioner. Vi vil bryde loven og ødelægge ejendom indtil vi vinder." Best skulle også angiveligt have sagt at dyreretsbevægelsen ikke ville "reformere" forskerne der benytter sig af vivisektion, men hellere "fjerne dem totalt fra Jordens overflade".
I brevet stod at "Ved at udtrykke sådanne synspunkter, betragtes det som at du opfordrer til og retfærdiggør terrorvold og søger at anspore andre til at begå terrorisme og opfordrer til anden seriøs kriminalitet og søger at anspore andre til at begå seriøs kriminalitet." Brevet var dateret samme dag som indenrigsministeriet offentliggjorde dets nye liste over opførsel som ville få folk bandlyst fra Storbritannien. Bl.a. ville folk som skriver, taler, driver en webside eller bruger deres stilling som lærer til at udtrykke synspunkter som "opfordrer til, retfærdiggør eller glorificerer vold til fremme af bestemte overbevisninger" blive bandlyst eller deporteret. Den britiske regering kaldte de nye forholdsregler en del af dens "fortsatte arbejde på at tackle terrorisme og ekstremisme."
Best svarede ved at sige at bandlysningen ikke overraskede ham. Han fortalte Chronicle of Higher Education: "Det var kun et spørgsmål om tid, specielt efter 7. juli. Det britiske klima er utroligt. Det er meget fascistisk. Det er ved at blive en politistat."

## Kritik
David Martosko, forskningsleder på det amerikanske Center for Consumer Freedom, fastholder at Best er talsmand for terrorister. "Hvis en universitetslektor var derude og sagde at sabotører af abortklinikker havde en god plan, ville universitetet fyre ham på stedet" sagde han til The Chronicle of Higher Education.
Brian O'Connor, en tidligere professor i anatomi og cellebiologi ved Indiana University School of Medicine, som har brugt hunde i eksperimenter på centralnervesystemet, fortalte Chronicle at Best er en "total fantast."

## Værker
- Best, Steven, and Nocella, Anthony J. Terrorists or Freedom Fighters? Reflections on the Liberation of Animals. Lantern Books, 2004, ISBN 1-59056-054-X
- Best, Steven and Kellner, Douglas. The Postmodern Adventure: Science, Technology, and Cultural Studies at the Third Millennium. Guilford, June 2001. ISBN 978-1-57230-665-3
- Best, Steven and Nocella, Anthony J. Igniting A Revolution: Voices in Defense of the Earth, AK Press, 2006. ISBN 1-904859-56-9
- Best, Steven. The Politics of Historical Vision: Marx, Foucault, Habermas, Guilford 1995. ISBN 978-1-57230-145-0
- Best, Steven and Kellner, Douglas. Postmodern Theory: Critical Interrogations, Guilford 1991. ISBN 978-0-89862-412-0
- Best, Steven and Kellner, Douglas. The Postmodern Turn, Guilford 1991. ISBN 978-0-89862-412-0
- Best, Steven. Animal Rights and Moral Progress: The Struggle for Human Evolution.

## Fodnoter
1. 1 2 3  Smallwood, Scott. "Speaking for the Animals, or the Terrorists?", The Chronicle of Higher Education, 5. august 2005.
2. ↑  Center on Animal Liberation Affairs.
3. 1 2 3  MacLeod, Donald. "Britain uses hate law to ban animal rights campaigner", The Guardian, 31. august 2005.
4. 1 2 3 4 5  Smallwood, Scott. "Britain Bans American Professor Who Speaks on Behalf of Animal Liberation Front", The Chronicle of Higher Education, 29. august 2005.
5. ↑  "Robocop: The Crisis of Subjectivity (1987)". Arkiveret fra originalen 4. april 2007. Hentet 2. april 2007.
6. ↑  "Rap, Black Rage, and Racial Difference". Arkiveret fra originalen 4. april 2007. Hentet 2. april 2007.
7. ↑  "H.G. Wells, Biotechnology, and Genetic Engineering: A Dystopic Vision". Arkiveret fra originalen 4. april 2007. Hentet 2. april 2007.
8. ↑  The International Journal of Inclusive Democracy